# بیوتس (وایومینگ)
بیوتس (به انگلیسی: The Buttes) یک منطقهٔ مسکونی در ایالات متحده آمریکا است که در شهرستان آلبانی، وایومینگ واقع شده‌است. بیوتس ۱۰٫۳ کیلومتر مربع مساحت و ۳۱ نفر جمعیت دارد و ۲٬۲۵۷ متر بالاتر از سطح دریا واقع شده‌است.